# Overbevissing

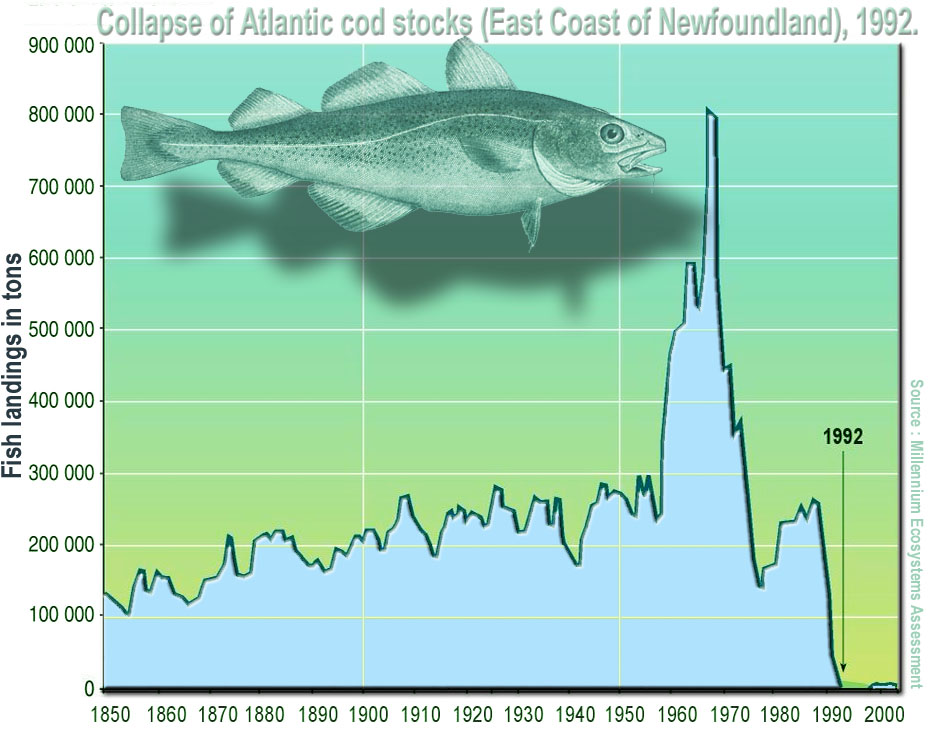
Kabeljauw werd zwaar overbevist in de jaren 70 en 80, wat leidde tot een abrupte ineenstorting van de Noordwest-Atlantische populatie in 1992.

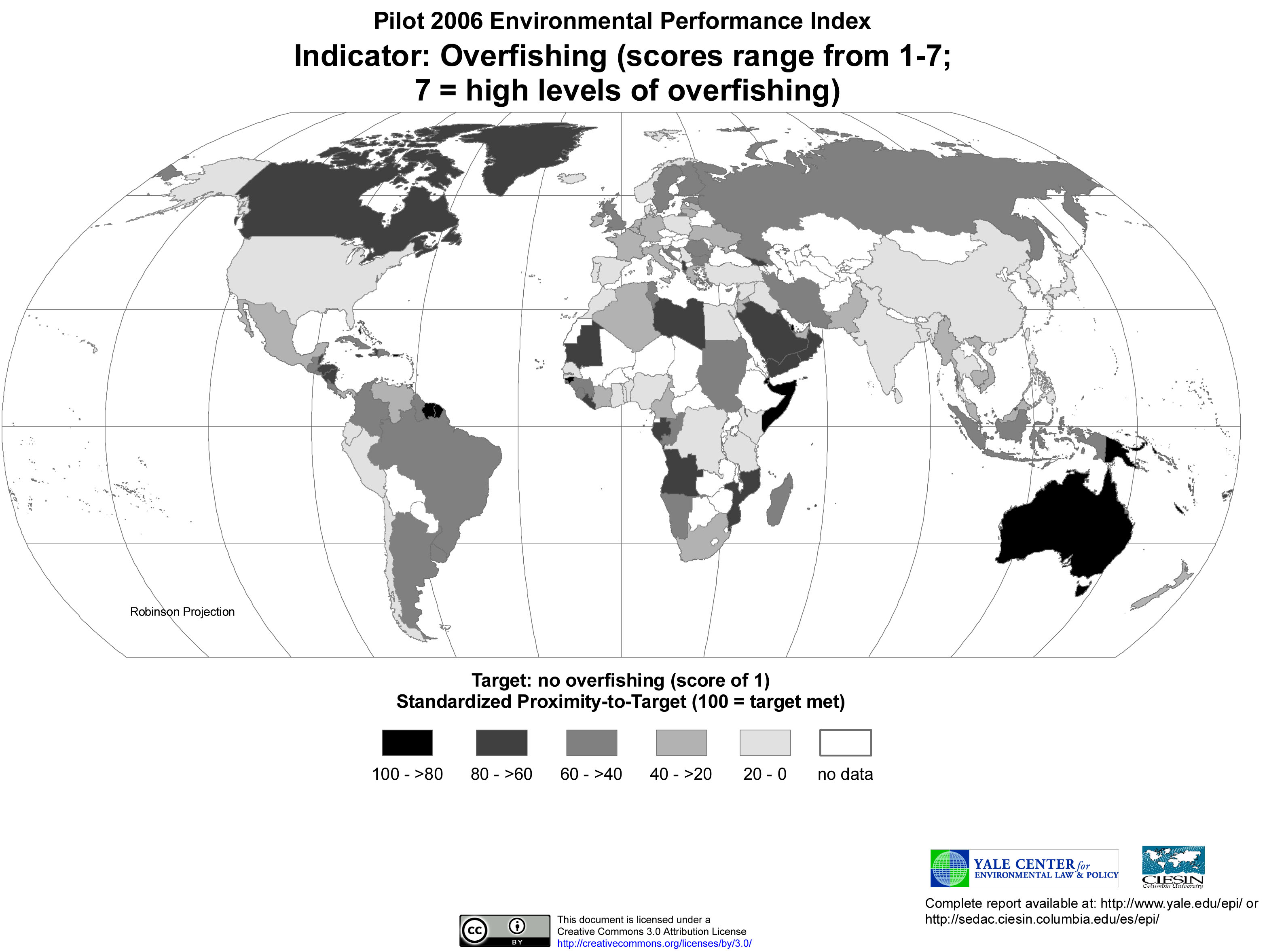
Mate van overbevissing per land.

Overbevissing is het verschijnsel dat te veel vis in een bepaald gebied gevangen wordt, wat leidt tot het verdwijnen van die vissoort in dat gebied. Er kan ook sprake zijn van economische overbevissing, dit is niet direct bedreigend voor de soort of de populatie, maar houdt in dat door een hoge visserijdruk de visstand sterk terugloopt en er dus nog maar weinig groeicapaciteit overblijft in de overgebleven populatie en er dus minder vis gevangen wordt en of geld verdiend wordt aan de visserij dan bij een lagere visserijdruk. Deze vorm van overbevissing is de gebruikelijke, vanwege economische redenen, zolang er nog geld verdiend kan worden aan de visserij neemt de visserijdruk namelijk toe. Slechts met vangst beperkende maatregelen kan deze trend gekeerd worden. Bij zeer gewilde vis (blauwvintonijn of steur vanwege de kaviaar) stijgt de prijs sterk bij schaarste wat aanleiding is om de visserij nog verder op te voeren.
Ook 'nieuwe' soorten worden vaak overbevist. Voorbeelden zijn de Antarctische diepzeeheek en de keizerbaars (Orange Roughy); hier betreft het diepwatersoorten, die een zeer lange generatiecyclus (leeftijd keizerbaars tot 149 jaar) hebben, waardoor het lang duurt voordat de stand zich weer enigszins kan herstellen.
De Voedsel- en Landbouworganisatie van de Verenigde Naties schatte dat in 2006 25% van de visbestanden in de wereld werd overbevist. Wetenschappers van Dalhousie University berekenden in 2003 dat in vijftig jaar tijd 90% van het roofvissenbestand verdwenen is.

## Algemeen
Er zijn verschillende streefwaarden in een visstand:
- Sportvissers en natuurliefhebbers (ecotoeristen bijv.) prefereren een onbeviste visstand, vanwege de hoge aantallen het grote aandeel aan grote vis. Vaak wordt de vangst teruggezet (catch and release fishery) om de visstand maximaal te houden.
- Er is ook een meest profijtelijke visstand (MEY); dit houdt in dat het verschil tussen kosten en de opbrengst van de vis wordt gemaximaliseerd voor een visserij.
- Voor de voedselvoorziening is er de maximaal duurzame oogst (MSY) dit is de maximale opbrengst aan vis voor een visserij.
- De situatie van economische overbevissing, waarbij de kosten voor de visserij gelijk zijn aan de opbrengsten van de vis is de gebruikelijke als er geen beperkende maatregelen zijn. Paradoxaal genoeg zijn slechts beperkende maatregelen, als quotering of vlootbeperking in staat de visserij rendabel te houden voor de vissers.
- Rekruteringsoverbevissing is de overbevissing die het meest wordt gevreesd. Vooral als deze gepaard gaat met depensatie. Depensatie betekent dat het geringe aantal ouderdieren ook nog het reproductieve succes per ouderdier aantast (de dieren kunnen elkaar bijvoorbeeld niet meer vinden). Er wordt vermoed dat dit het geval is bij de voortplanting van de paling.[5]

De definitie van overbevissing is dus afhankelijk van wat men van de visserij verlangt.
Of er sprake is van overbevissing die kan zorgen voor het uitroeien van een populatie is moeilijk te zeggen, door sterke schommelingen in de stand en vangsten kan een afnemende trend op de lange termijn niet altijd snel genoeg en met grote zekerheid vastgesteld worden.
Overbevissing is een probleem op de meeste wereldzeeën. Een bekend voorbeeld is het visgebied voor de oostkust van Newfoundland, de Grand Banks. Door jarenlange overbevissing is de kabeljauw hier zo goed als verdwenen. Commerciële visvangst is daar vrijwel niet meer mogelijk. Het ecosysteem van de Grand Banks is zodanig veranderd dat het de kabeljauwpopulatie niet lukt zichzelf te herstellen.
Ook in de Noordzee komt overbevissing voor, maar de door de Europese Unie ingestelde visquota gecombineerd met een verkleining van de vissersvloot zorgen ervoor dat de stand van de beviste soorten geen gevaarlijk lage waarden meer kan bereiken. De standen van Kabeljauw, wijting en schelvis zijn nog niet voldoende hersteld in de Noordzee.
Bij een sterk verlaagde stand (voorzorgsniveau) is er eerst een automatisch vangstbeperking. Is de stand nog lager (limietniveau), dan volgt automatisch een visserijverbod voor de soort. In Johannesburg is echter in augustus 2002 overeengekomen dat alle vissoorten bevist moeten gaan worden op MSY in 2015. In het licht van modern onderzoek is MSY echter niet makkelijk te definiëren, omdat in de klassieke visserijmodellen geen rekening werd gehouden met onderlinge predatie. Het is bijvoorbeeld onmogelijk om zowel een optimale stand van kabeljauw als van haring te hebben.
Van overbevissing van schol en tong is geen sprake meer, aldus de internationale biologen van The International Council for the Exploration of the Seas in hun advies van 2009, die de Europese visserijministers adviseren bij het vaststellen van de quota voor de Noordzeevissers. In de Noordzee is de schol en tong niet meer overbevist omdat deze zich inmiddels (ruim voor wat betreft schol) boven het biologisch veilige niveau bevindt.
Mogelijkheden om toch aan de toenemende vraag naar vis te voldoen zijn viskweek en restocking.
Van groei-overbevissing wordt gesproken als te veel jonge vissen worden gevangen. Deze vissen hadden nog kunnen doorgroeien en daardoor zou de oogst bij een hogere leeftijd in totaal groter zijn. Om groei-overbevissing te voorkomen wordt gebruikgemaakt van minimale maaswijdtes of minimum maten. Er moet een evenwicht worden gevonden tussen de kans dat een vis sterft voordat hij beschikbaar komt voor de visserij en de te verwachten groei van de vis in die tijd. Men probeert de oogst per rekruut te maximaliseren (vaktaal Yield Per Recruit models).
Van rekruterings-overbevissing wordt gesproken als te veel van de geslachtsrijpe populatie wordt weggevangen, waardoor de grootte van de nieuwe generatie af kan nemen.

#### De voedselpiramide afvissen - "Fishing down the foodweb"

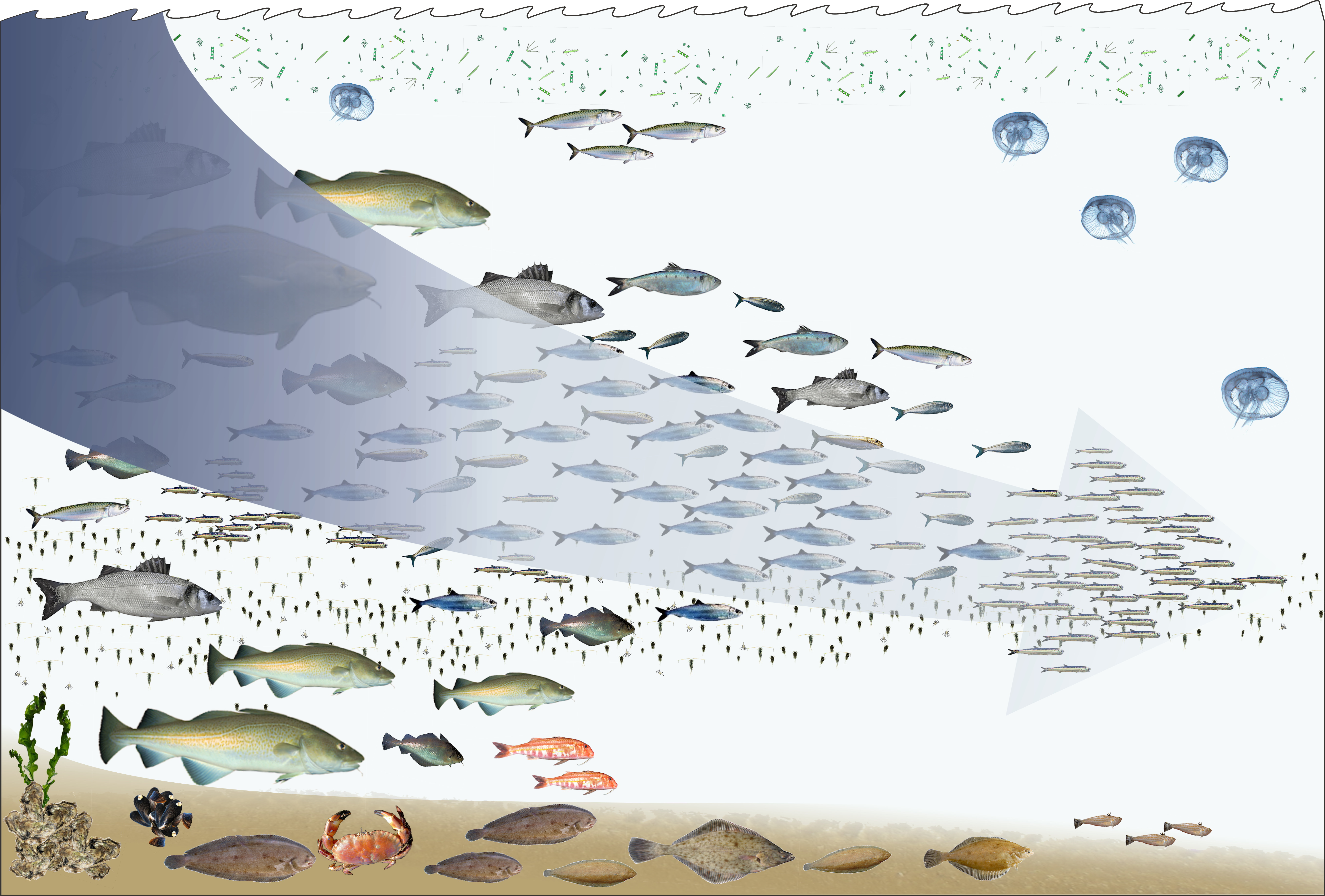
Fishing down the foodweb: een Noordzeeversie.

Met deze term wordt bedoeld dat de visserij zich in het begin richt op de grootste soorten, die het meest gewild zijn, maar vaak ook minder goed bestand zijn tegen een intensieve visserij. Een vis als de Blauwvintonijn is daardoor in de problemen gekomen. De vis is zo gewild dat de prijzen astronomisch stijgen en het daardoor lucratief blijft door te gaan met de visserij. Doordat de stand van deze soorten sterk achteruit gaat worden de kleinere soorten minder gepredeerd waardoor hun stand weer toeneemt. Vervolgens zijn deze soorten de volgende doelsoorten voor de visserij. Dit verschijnsel wordt ook zichtbaar in het gemiddelde trofische niveau dat afneemt over de gehele visserij.
De situatie in het water verschilt van die op het land, omdat de productie die door de mens wordt benut begint bij niveau 3, terwijl op het land grotendeels het trofische niveau 1 wordt benut. Voor de menselijke voedselvoorziening is deze ontwikkeling dan ook niet zo ongunstig, omdat per trofisch niveau een groot verlies aan biomassa optreedt (circa 90%). Het feit dat het gemiddelde trofische niveau van de vangst afneemt, kan overigens ook worden verklaard door het toenemen van visserij op lagere trofische niveaus (bv. sardien) en gelijk blijvende vangsten van vissen op hogere trofische niveaus (tonijn).

## Geschiedenis
Overbevissing gaat tot ver in de geschiedenis terug. Door overbevissing van de purperslak, waaruit de kleurstof purper werd gewonnen, en dientengevolge grote schaarste, liep de prijs voor purper op tot 10 à 20 x de goudprijs. Paus Pius II had er een oorlog met de Turken voor over om hun monopolie in de purperhandel te doorbreken. Uiteindelijk bracht de ontdekking van aluin als alternatieve kleurstof uitkomst.
Al in de 17e eeuw was er sprake van overbevissing in de Nederlandse wateren. In die periode verdween de oester uit Zeeland. Later werden nieuwe exemplaren uit Engeland geïmporteerd. De walvisvaart veroorzaakte in de achttiende eeuw het decimeren van de Groenlandse walvis en de Noordkaper.
Tot 1953 leefde de Atlantische steur in de Nederlandse grote rivieren, maar in dat jaar werd het laatste exemplaar gevangen in de Waal bij Tiel. Ook de zalm kwam vroeger in de Rijn voor maar deze soort verdween in de jaren 1940. Bij de verdwijning van deze soorten is het twijfelachtig of overbevissing hiervan de hoofdoorzaak was. Steuren en zalmen hebben optrek en paaimogelijkheden nodig en ze verdwenen toen deze mogelijkheden verdwenen. Er is een periode van zeer sterke overbevissing van zalm geweest toen de gehele Rijn met netten werd afgesloten en voor enige tijd recordvangsten werden geboekt. Daarna stortte de vangst in maar bleef toch nog op een niveau van 10% van de recordvangsten. Pas later verdween de zalm geheel uit Nederland, waarschijnlijk als gevolg van het verdwijnen van optrekmogelijkheden en paaigebieden en de toenemende watervervuiling.
In 2004 verscheen de Viswijzer die aanwijzingen geeft voor het kiezen van duurzame vis voor consumptie. Het initiatief is bedoeld om invloed uit te oefenen op consumenten, horeca, supermarkten en de visserijsector. De wijzer kreeg navolging in onder meer Spanje, Frankrijk, België, Zweden, Noorwegen en Hongkong.